# Christian Müller (cyclisme)
Pour les articles homonymes, voir Christian Müller et Müller.
Christian Müller, né le 1er mars 1982 à Erfurt, est un coureur cycliste allemand.

## Palmarès sur route
- 2000
  - 4e étape du Tour de la région de Łódź
  - 3e du Tour de la région de Łódź
  - 5e du championnat du monde du contre-la-montre juniors
- 2002
  - 2e du Tour de Brandebourg
- 2003
  -  Champion d'Allemagne sur route espoirs
- 2004
  -  Champion d'Europe du contre-la-montre espoirs
  -  Champion d'Allemagne du contre-la-montre espoirs
  - 5e du championnat du monde du contre-la-montre espoirs
- 2005
  - 5e étape du Tour de Saxe
  - 5e étape du Tour de l'Avenir
- 2006
  - Eindhoven Team Time Trial (avec CSC)
- 2008
  - 1re étape du Tour d'Estrémadure (contre-la-montre par équipes)

## Palmarès sur piste

### Championnats du monde juniors
- 1999
  -  Médaillé d'argent de la poursuite par équipes

### Championnats d'Europe espoirs
- Büttgen 2002
  -  Médaillé de bronze de la poursuite par équipes espoirs

### Championnats d'Allemagne
- 2001
  -  Champion d'Allemagne de poursuite par équipes (avec Christian Bach, Jens Lehmann et Sebastian Siedler)